# Mansa annulicornis
Mansa annulicornis là một loài tò vò trong họ Ichneumonidae.